# Freddy Pérez
Freddy Pérez (* 1988 in Mérida; † 11. Oktober 2010 in Caracas) war ein venezolanischer Apnoetaucher.
Pérez studierte öffentliches Rechnungswesen an der Universidad de Oriente Venezuela.
Als El Gocho wurde er als Apnoetaucher bekannt. 2009 gewann er in Argentinien die Goldmedaille in der ersten Meisterschaft der Internationalen Vereinigung zur Förderung des APNOE-Tauchsports (AIDA) mit einem 135 Meter tiefen Tauchgang.